# دنيس باورز
دنيس باورز هو سياسي أمريكي، ولد في 1953. نشط حزبياً في الحزب الجمهوري. وقد انتخب عضو مجلس نواب تينيسي ‏.

## وصلات خارجية
- الموقع الرسمي